# Стари српски закон
Стари српски закон или Закон стари србљем назив је за једанаест одредби које чине Грачаничку повељу српског краља Милутина исписану на зидовима његове задужбине. Закон вероватно потиче с краја 12. века. Садржи одредбе о положају зависног становништва на манастирском властелинству као и резервате судске. Сам назив законика сведочи о његовој старини али се о великој старости законика може судити и на основу садржаја његових одредаба које су прилично архаичне (велики број неодређених и неумерених обавеза). Закон стари Србљем садржи неколико одредаба које би више пристајале времену великог жупана Стефана Немање (1166—1196) него времену владавине краља Милутина.

## Историја
Наслов закона преузет је из аутентичног средњовековног текста. Стари српски закон био је само део једне исправе и то мањи део Грачаничке повеље исписане на зиду задужбине краља Милутина. Стари српски закон садржи само једанаест одредби које је краљев законодавац као посебну, заокружену целину, унео у Грачаничку повељу. Део је Грачаничке повеље којом се уређује положај зависног становништва на властелинству манастира. Његова вредност била би знатно шира уколико би се утврдило да је настао пре Милутинове владавине јер, што је текст старији, његова изворна вредност је већа. Време настанка Старог српског законика је незаобилазно питање. Сам назив указује да је раније настао јер није логично да документ из Милутинове владавине добије назив „Стари“. Постоји још један документ сличног назива који уређује положај зависног становништва. У питању је Закон Србљем у оснивачкој повељи цара Душана манастиру Светог Арханђела код Призрена. Иако је повеља настала средином 14. века, Закон Србљем настао је раније. Више од назива, о старини Старог српског закона сведочи његова садржина. Пети члан Старог српског закона одређује да је меропах дужан да два пута годишње доноси луч који је служио за осветљење и потпалу. Бистричка повеља краља Владислава (1234-1243) своди ову обавезу на бреме луча. У поређењу са одредбом из Бистричке повеље, одредба из Старог српског законика делује чудно и недовољно озбиљно; више личи на добровољни прилог цркви него на законски прописани намет. То сведочи да је Закон настао у доба недовољно развијених феудалних односа, добом које је много старије и од Српског царства и од Милутинове владавине, али и од доба владавине краља Владислава. 
О старини Закона сведочи о одредба о мехоскубини, односно о казни за повређено достојанство себра. Према Бањској повељи, мехоскубина је износила 18 динара (на властелинству манастира Бањска), док је према Грачаничкој повељи, односно Старом српском закону, износила 6 динара (на грачаничком властелинству). Према Душановом законику, казна је износила 6 перпера односно 72 динара. Примећује се несклад између висине казне који је претеран чак и за средњи век. Стога је логичан закључак да Стари српски закон припада ранијем времену. 
Чињенице нас уверавају да је Стари српски закон настао пре Бистричке повеље, вероватно у доба Стефана Немање или Светог Саве. Део Старог српског законика прилагођен је Милутиновом периоду. Ту се пре свега мисли на увођење новчаних казни и на основне земљорадничке работе меропаха и сокалника изражене у матовима (које су чак нешто више од работа меропаха и сокалника на бистричком, бањском и дечанском властелинству) – 9 мати орања меропаха и 6 мати орања сокалника. Грачаничком властелинству Милутин је дао 30 породица влаха, а бањском чак 515 породица. Стога је разумљиво што Бањска повеља садржи општиран Закон Влахом док је Грачаничкој повељи (на чијем властелинству су претежно живеле земљорадничке повеље) био довољан и Стари српски закон. 